# Bethel Springs
Bethel Springs – miasto w Stanach Zjednoczonych, w stanie Tennessee, w hrabstwie McNairy.